# Lipinia occidentalis
Lipinia occidentalis là một loài thằn lằn trong họ Scincidae. Loài này được Günther mô tả khoa học đầu tiên năm 2000.